# Peseta
La peseta fue la moneda de curso legal en España y sus territorios de ultramar desde su aprobación el 19 de octubre de 1868 hasta el 28 de febrero de 2002, cuando se adoptó el euro como la moneda de curso legal, aunque fue retirada definitivamente de la circulación en marzo de 2002 tras un período transitorio. Tras la primera acuñación de pesetas siguieron circulando los reales de vellón existentes, que equivalían a 25 ctm de peseta; aun cuando desaparecieron los reales de vellón, se siguió denominando real a las monedas de 25 ctm y dos reales a las de 50 ctm.
Tras la introducción del euro, la peseta siguió circulando hasta el 31 de diciembre de 2001 con la consideración legal de «fracción no decimal de euro» y después, provisionalmente, hasta el 28 de febrero de 2002. El 1 de enero de ese año habían entrado en circulación las monedas y billetes de euro, con los que convivió durante dos meses. 
En 2020 se conservaban, en manos particulares, unos 1590 millones de euros en pesetas. Aunque estaba previsto que el Banco de España dejase de cambiar las pesetas el 31 de diciembre de 2020, amplió el plazo hasta el 30 de junio de 2021 para retornar los 264 553 millones de pesetas, sin costes extras, a euros, al tipo de cambio de 1,00 € = 166,386 ESP.

## Historia

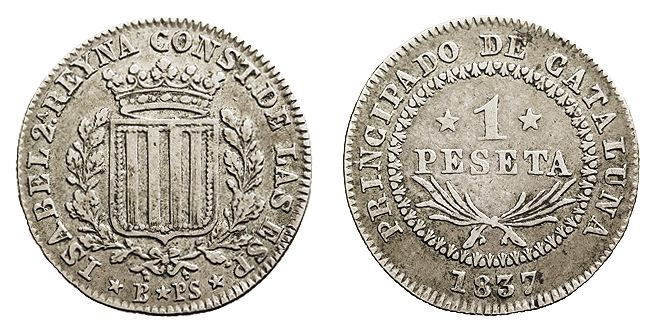
Peseta acuñada en Barcelona en 1837, durante el reinado de Isabel II.

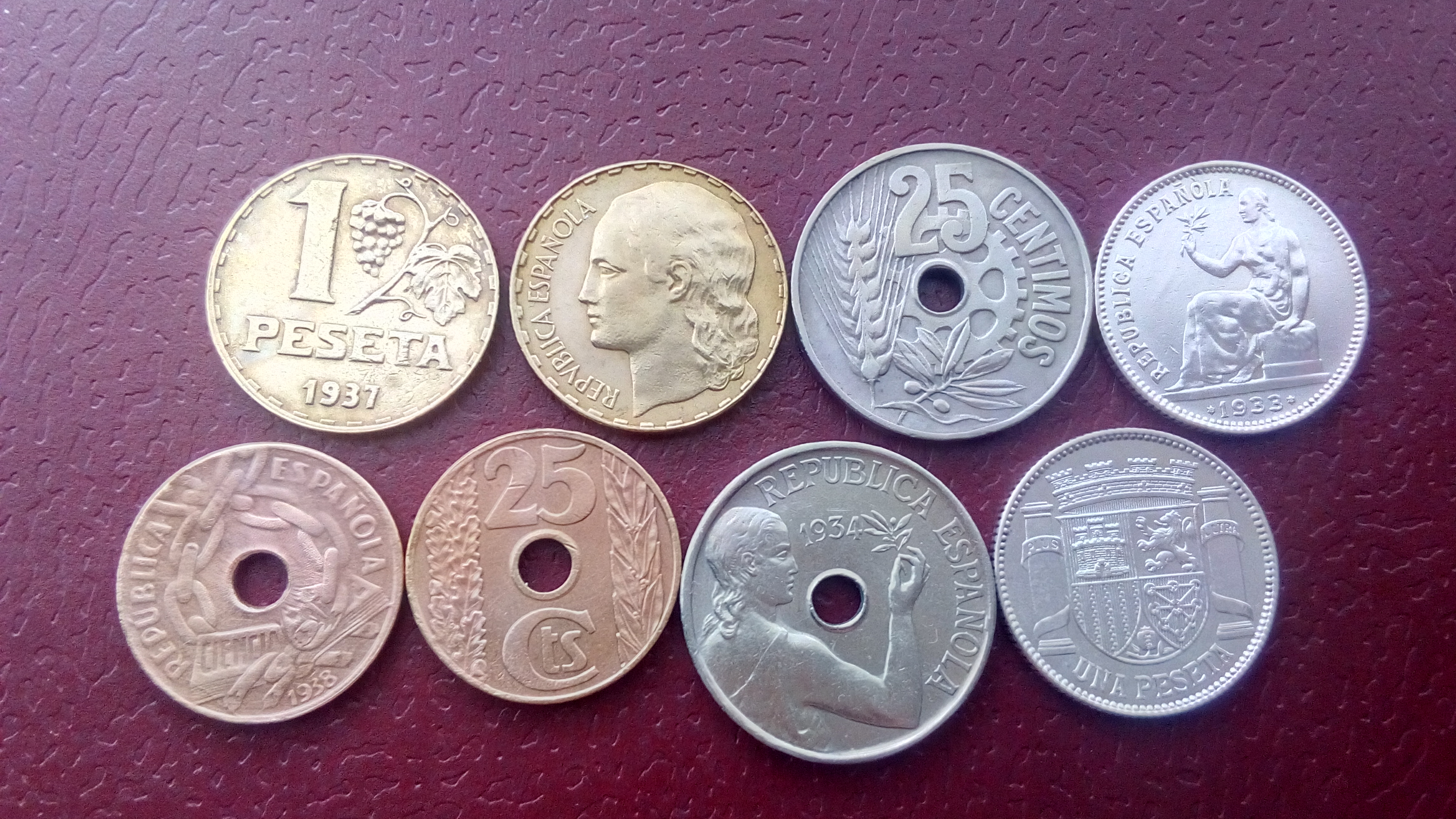
Diversas monedas de peseta que circularon durante la Segunda República española.

El Diccionario de autoridades de 1737 define la peseta como «la pieza que vale dos reales de plata de moneda provincial, formada de figura redonda. Es voz modernamente introducida».
La primera pieza que se acuñó con la inscripción pesetas fue una pieza acuñada en Barcelona de 2½ pesetas, en 1808, durante la dominación napoleónica. La pieza correspondiente de peseta se acuñó el año 1809, año en que también fue acuñada la de 5 pesetas (del tamaño y peso de las de 8 reales), que funcionaron hasta el final de la Guerra de independencia española. También se realizó una emisión esporádica de una moneda de 5 pesetas en Baleares en 1823.
Etimológicamente, peseta viene del catalán peceta, diminutivo de peça (‘pieza’), por lo que equivaldría a «piececita».
Posteriormente, tras la coronación de Isabel II como reina de España, durante los años 1836 y 1837, volvieron a acuñarse monedas con la inscripción de 1 peseta; con ellas pagó la reina a las tropas institucionales que lucharon en la primera guerra carlista en favor de su causa y en contra de la del pretendiente carlista don Carlos María Isidro de Borbón, quienes fueron llamados después por ello peseteros.
El 19 de octubre de 1868, el ministro de Hacienda del Gobierno provisional del general Serrano, Laureano Figuerola, firmó el decreto por el que se implantaba la peseta como unidad monetaria nacional, sustituyendo al escudo como tal. Su introducción estuvo determinada por razones políticas, borrar los vestigios de la monarquía borbónica (derrocada el 30 de septiembre de ese año con el triunfo de La Gloriosa) en las piezas al uso al mismo tiempo; y económicas, al entrar en vigor oficialmente el sistema métrico decimal en el contexto de la Unión Monetaria Latina.

### Historia de las monedas de peseta

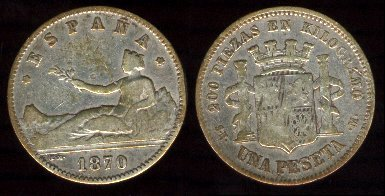
Primera moneda con facial de 1 peseta emitida durante el Gobierno Provisional en 1870.

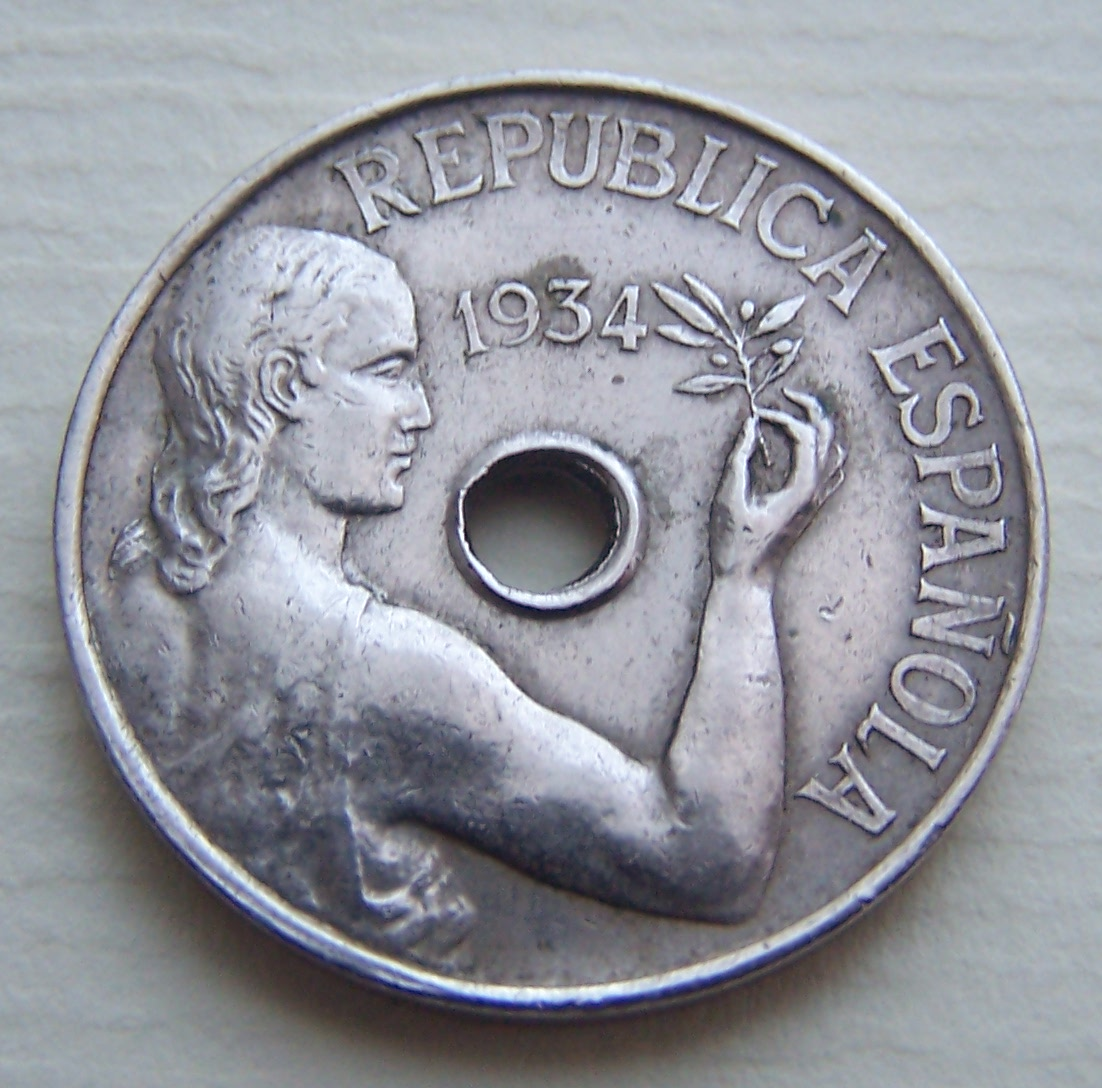
Anverso de la moneda de 25 céntimos de peseta (1 real) de 1934 (Segunda República española).

La primera peseta fue acuñada en 1869, pesaba 5 gramos de plata y equivalía a 4 reales de vellón. Las monedas de la primera emisión fueron:
- 1 céntimo, 1 g de bronce
- 2 céntimos, 2 g de bronce
- 5 céntimos, 5 g de bronce
- 10 céntimos, 10 g de bronce
- 20 céntimos,  1 g de plata de ley 835 milésimas
- 50 céntimos, 2,5 g de plata de ley 835 milésimas
- 1 peseta, 5 g de plata de ley 835 milésimas
- 2 pesetas, 10 g de plata de ley 835 milésimas
- 5 pesetas, 25 g de plata de ley 900 milésimas
- 100 pesetas, 32,25 g de oro de ley 900 milésimas.

Hasta la entrada en vigor de la peseta como única moneda española, existían en España 21 unidades monetarias en circulación.
Hasta la Segunda República, las monedas de 1 peseta fueron acuñadas en plata. La primera peseta de metal no precioso fue acuñada en 1937. En ella aparecía el rostro de una mujer, representación de la República. Estas monedas fueron conocidas como la Rubia, color que le daba la aleación de latón.

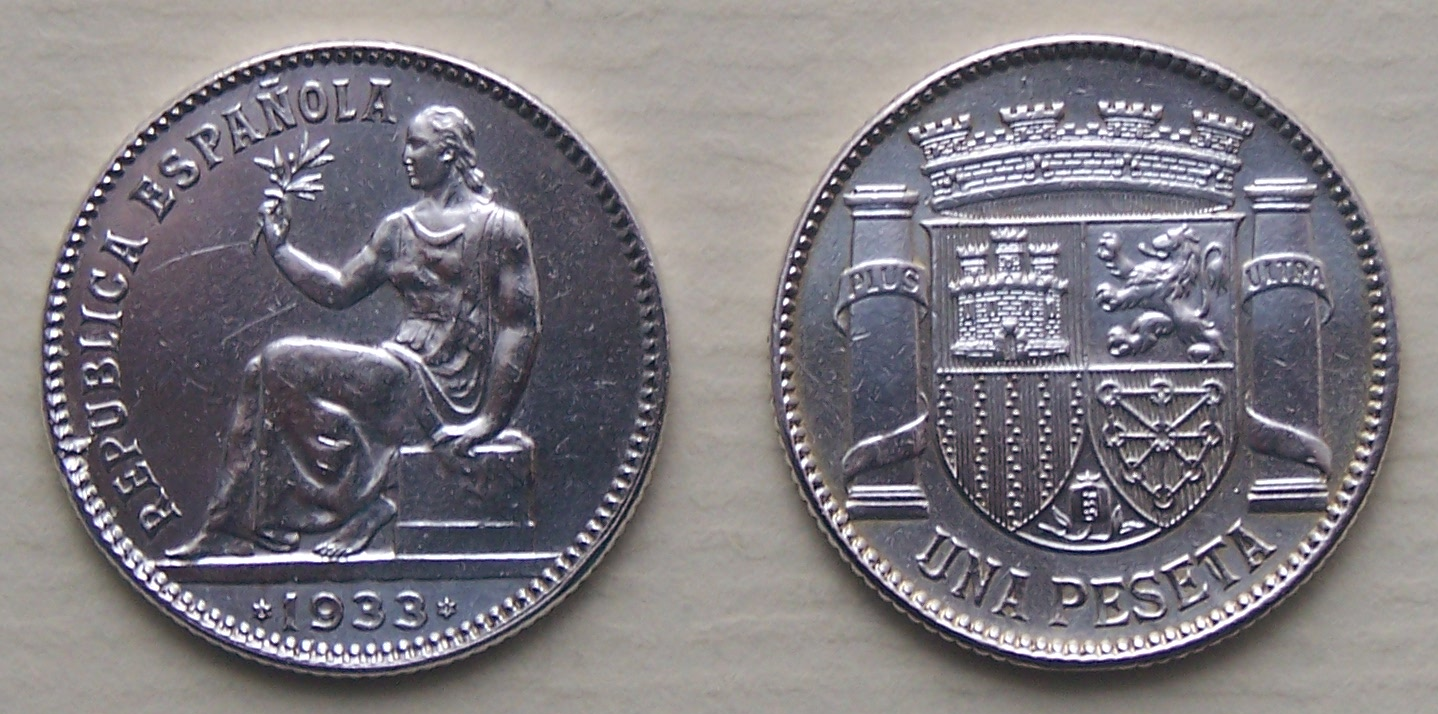
Última moneda de una peseta acuñada en plata (5 gramos), Madrid, 1933, Segunda República Española. Se pusieron en circulación 2 millones de estas monedas.

En 1939, el régimen de Francisco Franco retiró de la circulación las monedas de metales preciosos y acuñó monedas de peseta imitando el diseño del dinar yugoslavo; las monedas tenían valores de 5 y 10 céntimos, de aluminio (que se seguían llamando en castellano perra chica y perra gorda, aunque había cambiado la figura por un jinete), de 25 cts (un es), 1 pta y 5 pta (un duro); más tarde también se añadieron una de 50 cts (1951) y otra de 2,5 pta (1954), que circuló relativamente poco. Estas monedas fueron fabricadas desde 1944 hasta 1982 y fueron de curso legal hasta 1997. Hacia 1958, debido a la inflación, se pusieron en circulación monedas de mayor valor facial, como 25 y 50 pesetas, y posteriormente la de 100 pesetas de plata de 800 milésimas a partir de 1966, que se deja de acuñar en 1970, recuperando el módulo en 1975 en cuproníquel.
Desde la transición española las monedas contaron con el retrato de Juan Carlos I. En 1980 se acuñaron monedas conmemorativas de la Copa Mundial de Fútbol de 1982 de 50 céntimos, 1, 5, 25, 50 y 100 pesetas.

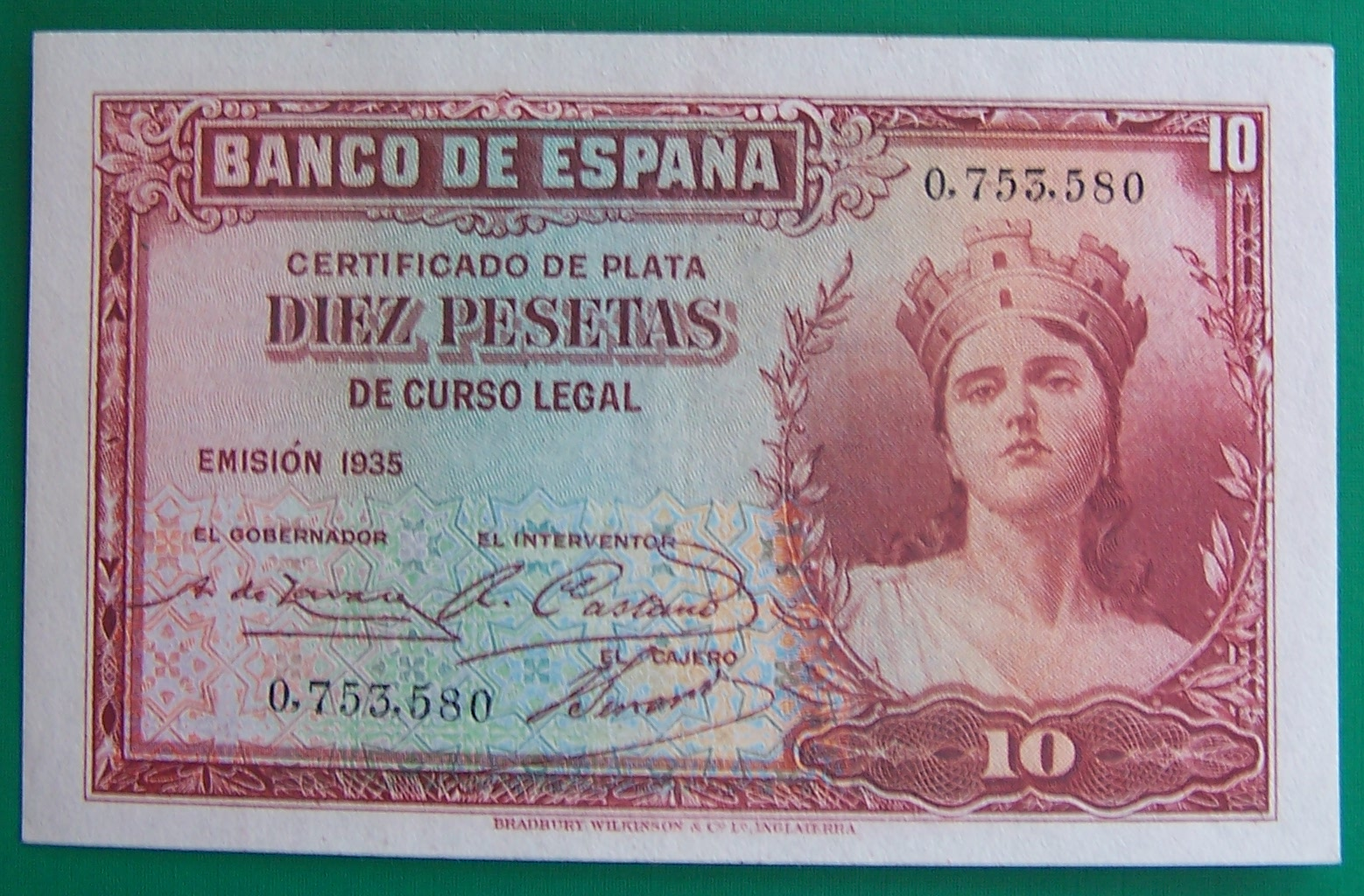
Certificado de plata de 10 pesetas emitido por la Segunda República española en 1935; se fabricaron 60 millones de estos certificados.

A partir de 1982 las monedas de una peseta pasaron a fabricarse en aluminio para abaratar los costes de producción, aunque con las mismas dimensiones que las anteriores. En 1982 se pusieron en circulación la nueva moneda de 100 pesetas, más compacta y en material bronce-aluminio. Como novedades, también se pusieron nuevas monedas en circulación: en 1982 la moneda de 2 pesetas en aluminio, en 1983 la de 10 pesetas en cuproníquel, en 1986 la de 200 pesetas también en cuproníquel, y en 1987 la de 500 pesetas en material bronce-aluminio. Estas dos últimas monedas comienzan a sustituir a los billetes circulantes de ese valor, que a partir de esa fecha empiezan a ser retirados de circulación. En 1983 se desmonetizo toda la moneda fraccionaria, de valor menor que una peseta, puesto que ya no eran aceptadas en el curso legal de la economía del país. 

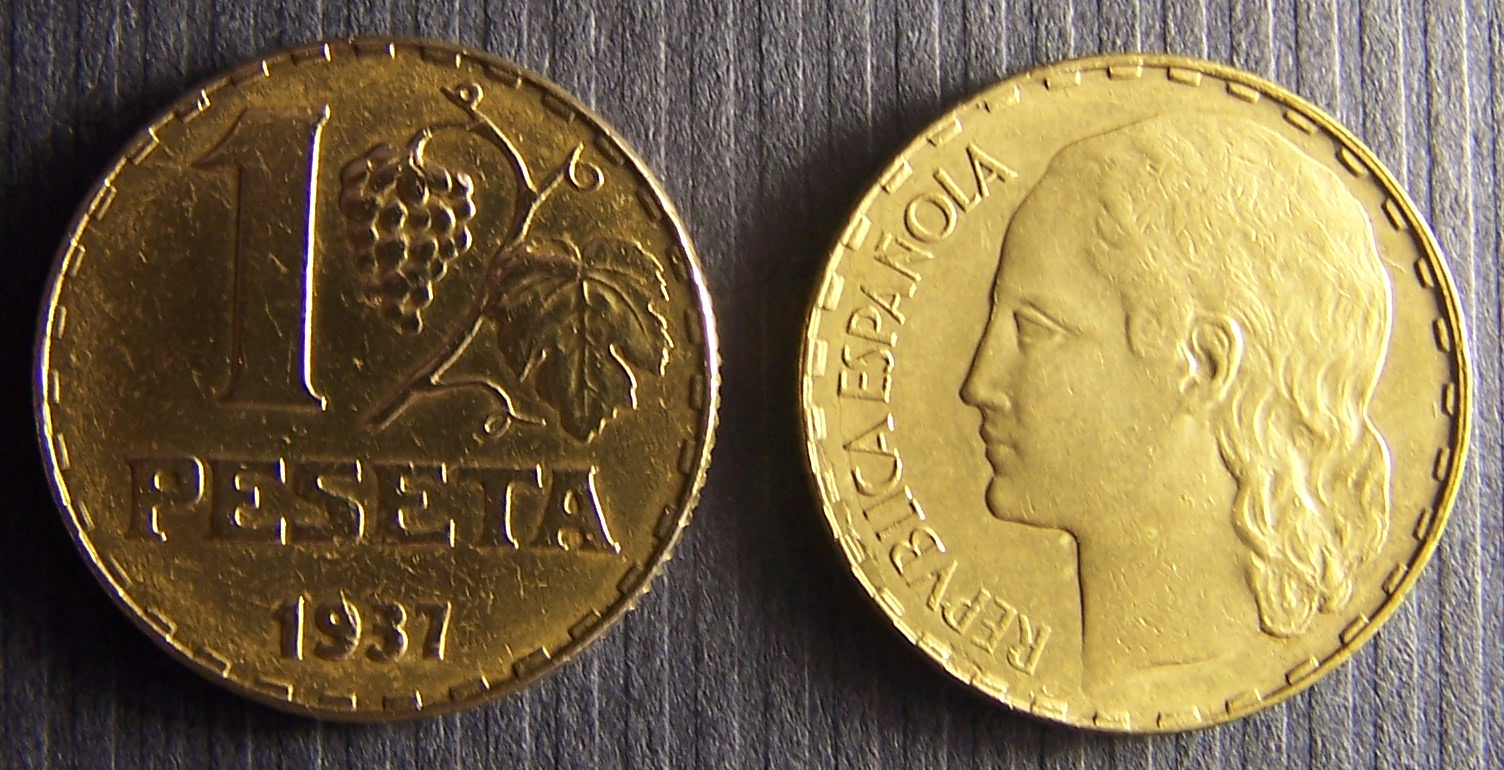
Las primeras monedas de una peseta no acuñadas en plata, conocidas popularmente como rubias se emitieron en 1937, durante la Segunda República Española. Se pusieron en circulación 50 millones de estas monedas.

Fue en 1989 cuando comenzó la producción de pesetas de aluminio de solo 14 mm de diámetro, una de las monedas más pequeñas del mundo. La última serie de monedas alternaba los colores blanco y amarillo entre valores consecutivos; doradas las monedas de uso mayoritario (5, 25, 100 y 500 pesetas) y plateadas las menos habituales (1, 10, 50 y 200 pesetas). A partir de 1992 se inició un programa de monedas temáticas, lanzándose ese año monedas de 5, 25 y 50 pesetas conmemorativas de los Juegos Olímpicos de Barcelona y la Exposición de Sevilla, y al año siguiente, del Jacobeo; posteriormente, a cada año se acuñaron monedas con nombres e imágenes de las comunidades y ciudades autónomas de España, exceptuando Cataluña, Andalucía y Galicia, que ya estaban representadas por las monedas de sus eventos. La única comunidad que no apareció en esta serie de monedas fue la Comunidad Valenciana. Paralelamente, otro programa acuñó monedas de 10, 50 y 200 pesetas dedicadas a personajes históricos de España. En 1994 se lanzó la moneda de 2000 pesetas, aunque con escasa circulación y reservada a coleccionistas.
En 1997 fueron retiradas de la circulación las monedas de 1, 5, 25, 50 y 200 pesetas de diseño antiguo (los diseños anteriores a 1989, que en algunos casos llevaban en circulación desde los años 40), las monedas de 2 pesetas, así como las monedas de 100 pesetas de gran diámetro, poco conocidas debido a su escasa circulación; hasta entonces, habían convivido monedas de varias series distintas. La orden de dicha retirada se había aprobado en 1994. En sus últimos años de existencia, la peseta tenía tan poco valor (llegando a equivaler 200 pesetas a un dólar estadounidense) que la moneda de una peseta prácticamente había desaparecido de la circulación, y la unidad monetaria en la práctica era el duro (5 pesetas). La última emisión de monedas de peseta data de 2001.
Las pesetas siguieron en circulación hasta el 28 de febrero de 2002, con la entrada del euro, tras 133 años de vigencia.

### Historia de los billetes de peseta

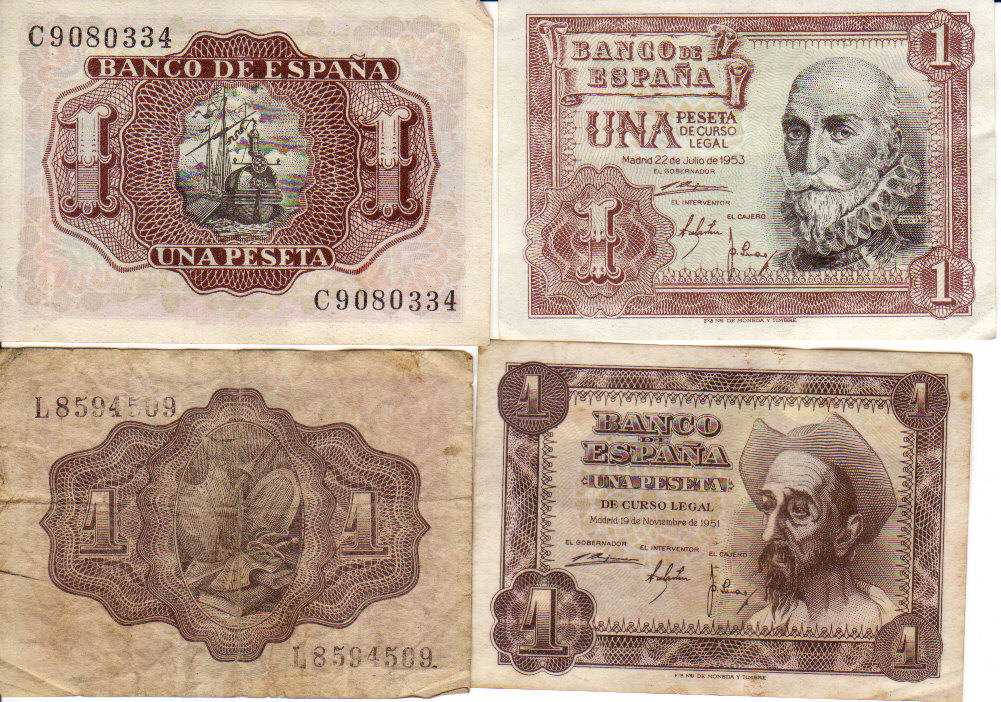
Billetes de los años 1950 en los que aparecen el Marqués de Santa Cruz, Álvaro de Bazán y Don Quijote.

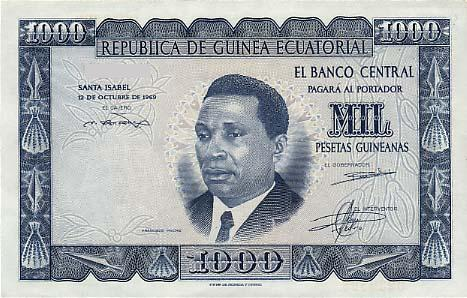
Mil pesetas guineanas de 1969.

Los primeros billetes de peseta fueron impresos el 1 de julio de 1874. Tenían los valores faciales de 25, 50, 100, 500 y 1000 pesetas. Debido a su elevado valor en la época, solo estaban destinados a ser manejados por bancos y otras entidades financieras. En total apenas se emitieron dos millones de esta primera serie.
Los billetes emitidos en nuevas series siguieron teniendo estos mismos valores, hasta 1935. Debido a la devaluación de la peseta en aquellos años, y al temor de que el aumento en el precio de la plata pudiera producir la desaparición de las monedas de 5 pesetas (duros de plata) para ser vendidas como metal, se procedió en 1935 a emitir billetes de 5 y 10 pesetas, como «Certificado de Plata», siendo retiradas las monedas de plata de 5 pts. de la circulación.
Durante la guerra civil española, la economía del país se desplomó y con él su moneda. Incluso con las devaluaciones, el Banco de España tuvo que imprimir billetes de valores menores, tales como 50 céntimos, 1, 2, 5 y 10 pesetas, debido a la imposibilidad de comprar metales.
Tras la recuperación de la economía española, las necesidades monetarias del país cambiaron. En 1974 ya había 700 millones de billetes en circulación, muchos de ellos de baja denominación, y en 1978 la cifra llegaba a mil millones. Pese a que la peseta había perdido valor, el billete de mayor valor seguía siendo el de 1000 pesetas y eran necesarios muchos de estos billetes para pagos importantes.
Por este motivo, desde la década de 1970, se fueron retirando los billetes menores para ser sustituidos por nuevas denominaciones. La emisión del primer billete de 5000 pesetas en 1976 fue la primera ocasión en más de un siglo en la que se ponía en circulación un billete superior a 1000 pesetas. En 1979 se introdujo la penúltima serie de billetes de peseta, con un código de distintos colores para cada valor. La misma serie se completó con los billetes de 2000 pesetas (1980) y 10 000 pesetas (1985). En 1982 cesó la impresión de billetes de 100 pesetas o inferiores, y 1987 dejaron de fabricarse billetes de 200 y 500 pesetas, empezando a circular monedas de estas cantidades.
En 1992 se introdujeron los últimos billetes en circulación (de 1000, 2000, 5000 y 10 000 pesetas) de dimensiones inferiores a los de la serie anterior. En 1997 fueron retirados de la circulación todos los billetes de series anteriores a las de 1992. Los cuatro billetes de la serie de 1992 quedaron como los únicos en vigor en los últimos años de vida de la peseta, hasta la entrada del euro en 2002.

### La peseta en otros países
La peseta ecuatoguineana fue la moneda oficial de Guinea Ecuatorial desde 1969 hasta 1975. Se emitieron diferentes tipos de monedas y billetes, todos siguiendo el modelo de las piezas circulantes en España en aquella época. Se acuñaron monedas de 1, 5, 25 y 50 pesetas ecuatoguineanas, así como billetes de 100, 500 y 1000 pesetas.
La única moneda vigente que lleva el nombre de peseta es la moneda nacional de la República Árabe Saharaui Democrática, conocida como peseta saharaui, emitida únicamente a efectos conmemorativos, sin circulación en Sahara Occidental o Campos de Refugiados de Tinduf. Existen monedas no reconocidas por Frente Polisario que se acuñan y venden como suvenires en diferentes países.
Perú también acuñó monedas de plata con la denominación «peseta» en 1880. Las monedas, con valores de una y cinco pesetas, llevan en su anverso una figura femenina y el siguiente texto: «Prosperidad y poder por la Justicia. 1880». En el reverso, alrededor del escudo de Perú se lee: «República Peruana Lima 9 décimos. Fino B.F.» seguido del valor: una o cinco pesetas.

## Etimología

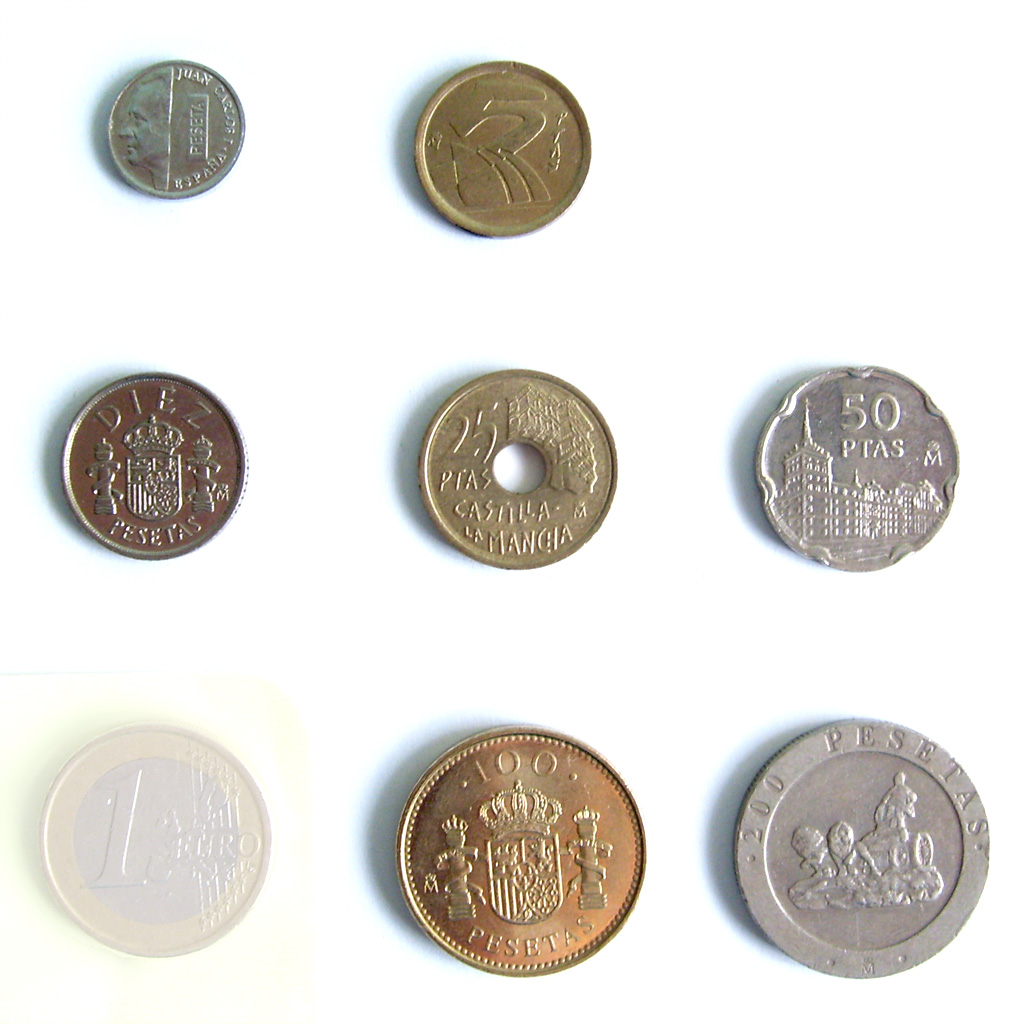
Monedas de peseta en los modelos finales.

Existen dos posibles orígenes etimológicos del nombre de la divisa: uno indica que la palabra peseta procede del vocablo catalán peceta ('piececita'), diminutivo de peça ('pieza'), nombre con que se conocía desde el siglo XV a algunas monedas de plata y que más tarde designó al real de a dos. El otro, recogido por la Real Academia Española, apunta que peseta es simplemente un diminutivo del vocablo «peso» (al que se le añade el sufijo -eta), nominación que recibían las antiguas monedas españolas de plata y de donde procede el nombre de las unidades monetarias actuales de diversos países americanos así como de Filipinas.

### Apodos
Coloquialmente, la peseta ha recibido otros nombres, como pela, rubia, cala o incluso chufa, a menudo utilizados junto a cantidades grandes para indicar un precio excesivo. Ejemplo: «El ordenador me ha costado 150 000 pelas».
Las monedas y billetes de peseta tenían sus propios apodos: la moneda de 5 céntimos era llamada perra chica, la de 10 céntimos, perra gorda, y a la moneda de 25 céntimos se le daba la denominación de real. La moneda de 5 pesetas era conocida como «duro» (en Galicia, "peso"); el billete de 100 pesetas simplemente como billete (la última emisión de billetes de 100 pesetas fue en 1970, y en 1982 fue sustituido por la moneda de 100 pesetas que, a su vez, era habitualmente llamada moneda de 20 duros o libra), aunque debido a la retirada de estos billetes, para la década de 1990 ese término había caído en desuso, el billete de 500 pesetas, como cien duros; el billete de 1000 pesetas, como talego, napo o billete verde; y el de 5000 pesetas, como boniato por su color marrón, similar al de la piel de esta hortaliza o, por equivalencia, también era llamado el de mil duros.

### Términos derivados
La palabra peseta dio origen al término pesetero, utilizado para designar a alguien a quien le interesa el dinero por encima de todo.
Con la entrada del euro, se utilizaron las palabras pesetero o pesetista para referirse a las personas que no se han adaptado a la moneda única y hacen sus cálculos mentales en la antigua moneda, caracterizados por su típica frase «¿Eso cuánto es?» cuando se les da un precio en euros. Algunas personas mayores continúan calculando el valor de sus ingresos y gastos en pesetas, particularmente cuando se trata de cifras elevadas.

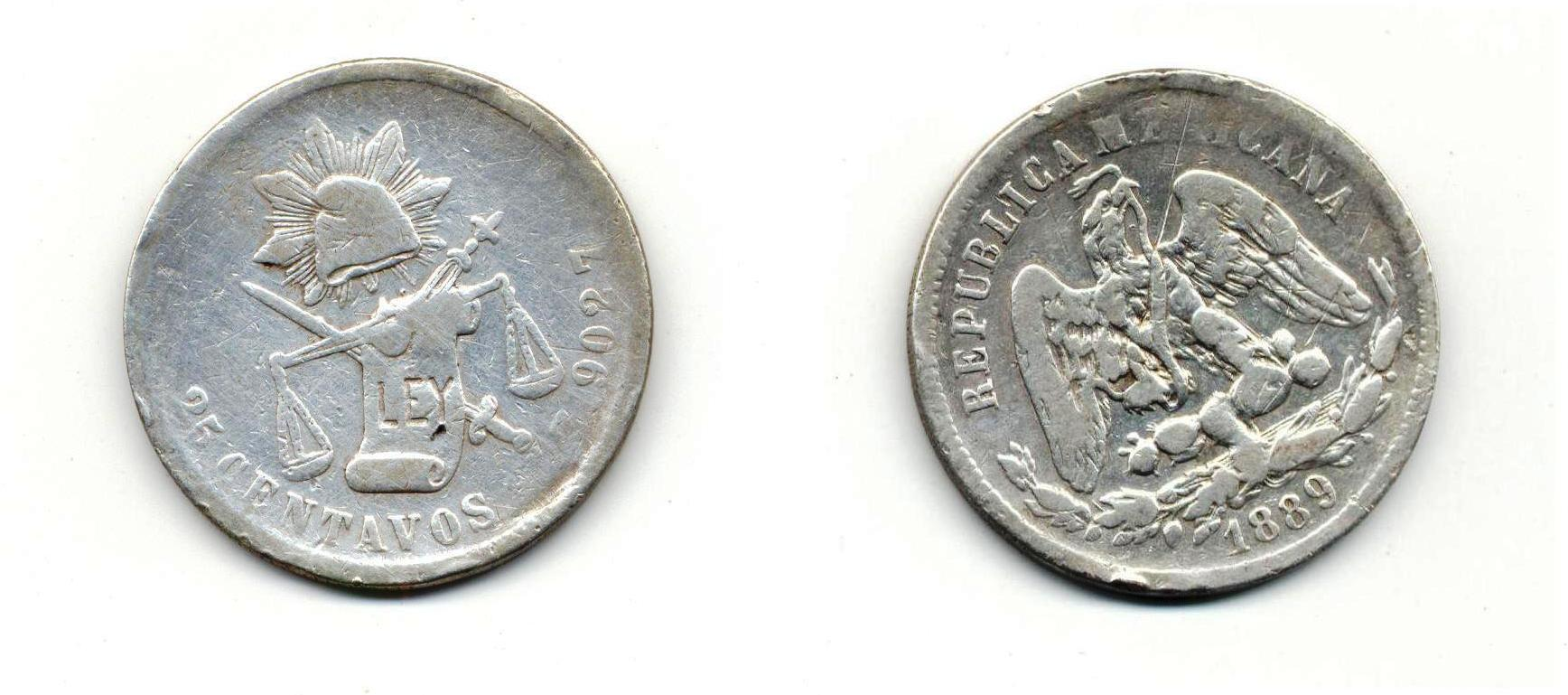
«Peseta» mexicana.

También se usa el término peseta, concordándolo en masculino («un peseta», «el peseta») para referirse coloquialmente a los taxistas; uso que se mantiene pese al cambio de moneda.
En Puerto Rico, actualmente toda la población de la isla llama peseta a la moneda de 25 centavos de dólar estadounidense y vellón a las monedas de 5 centavos. Es de uso común en Cuba, principalmente por las personas de más edad, el término peseta para referirse a la moneda de 20 centavos de peso cubano, ya que 20 centavos conforman la quinta parte de 1 peso, y 1 peseta es la quinta parte del antiguo peso fuerte.
En México, la palabra pesetista se refiere al PST, el Partido Socialista de los Trabajadores. El término peseta se siguió utilizando en México durante el siglo XIX para referirse a las monedas de plata en denominación de 2 reales y a las de 25 centavos. Posteriormente, durante los años comprendidos de 1950 a 1953, se vuelven a acuñar monedas en esta última denominación y, de acuerdo a la tradición, volvieron a denominárselas pesetas.

### En otros idiomas
A pesar de que en la mayoría de idiomas extranjeros a esta divisa también se le conoce como peseta o con su transliteración a otros alfabetos, se han encontrado documentos en los que se denomina piécette o su plural piécettes en el idioma francés.

## Monedas de peseta

### 1989
| Denominación | Anverso                                                                  | Reverso                                                | Aleación       | Diámetro | Peso    | Canto                 | Imagen |
| ------------ | ------------------------------------------------------------------------ | ------------------------------------------------------ | -------------- | -------- | ------- | --------------------- | ------ |
| 1 peseta     | Juan Carlos I                                                            | Escudo de España                                       | Aluminio       | 14 mm    | 0,55 g  | Liso                  |        |
| 5 pesetas    | Abstracto Comunidades autónomas                                          | Abstracto Monumentos españoles                         | Broncealuminio | 17,50 mm | 3 g     | Liso                  |        |
| 10 pesetas   | Juan Carlos I                                                            | Escudo de España                                       | Cuproníquel    | 18,50 mm | 4 g     | Estriado              |        |
| 25 pesetas   | Juan Carlos I Comunidades y ciudades autónomas                           | Monumentos españoles                                   | Broncealuminio | 19,50 mm | 4,25 g  | Liso                  |        |
| 50 pesetas   | Juan Carlos I Juan de Herrera Comunidades autónomas Monumentos españoles | Juan Carlos I Monumentos españoles                     | Cuproníquel    | 20,50 mm | 5,60 g  | Flor española         |        |
| 100 pesetas  | Monumentos españoles Escudo de España Hispania                           | Juan Carlos I                                          | Broncealuminio | 24,50 mm | 9,25 g  | Estriado              |        |
| 200 pesetas  | Monumentos de Madrid Elementos de personalidades españolas               | Juan Carlos I Sofía de Grecia Personalidades españolas | Cuproníquel    | 25,50 mm | 10,50 g | Estriado y liso disc. |        |
| 500 pesetas  | Escudo de España                                                         | Juan Carlos I Sofía de Grecia                          | Broncealuminio | 28 mm    | 12 g    | Estriado              |        |

## Billetes de peseta

### 1970
| Denominación | Anverso                                                   | Reverso                                                        | Color predominante | Dimensiones | Imagen del anverso | Imagen del reverso |
| ------------ | --------------------------------------------------------- | -------------------------------------------------------------- | ------------------ | ----------- | ------------------ | ------------------ |
| 100 pesetas  | 100 - CIEN PESETAS - Manuel de Falla - EL BANCO DE ESPAÑA | 100 - CIEN PESETAS - Jardines de la Alhambra - BANCO DE ESPAÑA | Marrón             | 77 x 134 mm |                    |                    |

### 1982/1987
Entre 1982 y 1987, el Banco de España emite una nueva serie, diseñada por José María Cruz Novillo, que fue grabada e impresa por la Fábrica Nacional de Moneda y Timbre. Los objetivos del Banco de España eran reducir y estandarizar los billetes, modernizar su imagen y facilitar el procesamiento automático de los billetes mediante máquinas. Con respecto a los billetes antiguos se tiene un nuevo tamaño y la implantación de un sistema homogéneo de 200 a 10 000 pesetas siguiendo la regla 1-2-5 y la introducción, como novedad de los valores de 200 y 2000 pesetas.
| Denominación   | Anverso                                                             | Reverso                                                                    | Color predominante | Dimensiones | Imagen del anverso | Imagen del reverso |
| -------------- | ------------------------------------------------------------------- | -------------------------------------------------------------------------- | ------------------ | ----------- | ------------------ | ------------------ |
| 200 pesetas    | 200 - DOSCIENTAS pesetas - Leopoldo Alas "Clarín" - BANCO DE ESPAÑA | 200 - DOSCIENTAS pesetas - Quercus orocantabrica - BANCO DE ESPAÑA         | Naranja            | 65 × 120 mm |                    |                    |
| 500 pesetas    | 500 - QUINIENTAS pesetas - Rosalía de Castro - BANCO DE ESPAÑA      | 500 - QUINIENTAS pesetas - Casa Museo Rosalía de Castro - BANCO DE ESPAÑA  | Azul               | 70 × 129 mm |                    |                    |
| 1000 pesetas   | 1000 - MIL pesetas - Benito Pérez Galdós - BANCO DE ESPAÑA          | 1000 - MIL pesetas - Roque Cinchado y mapa de Canarias - BANCO DE ESPAÑA   | Verde              | 75 × 138 mm |                    |                    |
| 2000 pesetas   | 2000 - DOS MIL pesetas - Juan Ramón Jiménez - BANCO DE ESPAÑA       | 2000 - DOS MIL pesetas - Casa consistorial de Moguer - BANCO DE ESPAÑA     | Rojo               | 80 × 147 mm |                    |                    |
| 5000 pesetas   | 5000 - CINCO MIL pesetas - Juan Carlos I - BANCO DE ESPAÑA          | 5000 - CINCO MIL pesetas - Palacio Real de Madrid y mapa - BANCO DE ESPAÑA | Marrón             | 85 × 156 mm |                    |                    |
| 10 000 pesetas | 10000 - DIEZ MIL pesetas - Juan Carlos I - BANCO DE ESPAÑA          | 10000 - DIEZ MIL pesetas - Príncipe Felipe - BANCO DE ESPAÑA               | Gris               | 74 × 154 mm |                    |                    |

### Serie de billetes de 1992
En 1992, el Banco de España emitió su última serie antes del inicio del euro. Fue creada en colaboración con la Oficina federal alemana de impresión, realizada por el artista gráfico Reinhold Gerstetter e impresa por la Fábrica Nacional de Moneda y Timbre. Con esta nueva serie, el objetivo del Banco de España era el de fortalecer la seguridad a través textos microimpresos e impresiones codificadas visibles solo con lupa.
Esta serie de notas combina elementos artísticos españoles y americanos para celebrar en 1992 el 500.º aniversario del descubrimiento de América de Cristóbal Colón.
| Denominación   | Rostro                          | Color predominante | Dimensiones | Imagen |
| -------------- | ------------------------------- | ------------------ | ----------- | ------ |
| 1000 pesetas   | Hernán Cortés Francisco Pizarro | Verde              | 65 × 130 mm |        |
| 2000 pesetas   | José Celestino Mutis            | Rojo               | 78 × 158 mm |        |
| 5000 pesetas   | Cristóbal Colón                 | Marrón             | 71 × 146 mm |        |
| 10 000 pesetas | Juan Carlos I Jorge Juan        | Gris               | 74 × 154 mm |        |

## Cambio

### Submúltiplos de la peseta

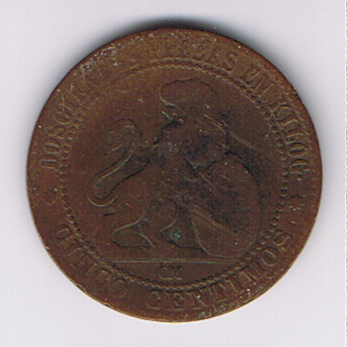
Una perra chica, moneda de 5 céntimos de 1870.

- El céntimo: una peseta estaba dividida en 100 céntimos. Las monedas fraccionarias de la peseta estuvieron en circulación hasta 1983,[29] cuando los céntimos dejaron de tener sentido práctico debido a las sucesivas devaluaciones de la peseta.

- El real (real de vellón): la peseta también tenía múltiplos y submúltiplos utilizados coloquialmente. Una peseta se dividía en 4 reales de vellón, puesto que, al ser puesta en circulación, el valor de la peseta se fijó al de cuatro antiguos reales. Desde 1927, las monedas de 25 céntimos (un real) y más tarde, durante la época franquista, la de 50 céntimos (los dos reales) de 1951 eran fácilmente reconocibles por su agujero en el centro.

- La perra chica y la perra gorda: durante el periodo en el que fueron de curso legal, las monedas de 5 y 10 céntimos eran popularmente conocidas como perra chica y perra gorda, respectivamente. El motivo es el león que aparecía en las primeras emisiones de estas monedas, que semejaba a un perro.

Este apodo de las monedas dio origen a la frase proverbial «Para ti la perra gorda», utilizado para denotar avaricia o testarudez en la persona a la que se le habla, zanjando así la discusión.

### Múltiplos de la peseta
- El duro: un duro eran cinco pesetas. Este duro era el antiguo peso fuerte o peso duro de 20 reales de vellón. En las últimas décadas de existencia de la peseta, era habitual ver a personas con gran destreza para manejar las cantidades económicas en duros, es decir, en vez de 100 000 pesetas usaban 20 000 duros, en vez de 150 000 pesetas, 30 000 duros. Los niños también solían hacer sus cuentas en duros, al ser esta la moneda de menor valor en la práctica. Siendo así, eran muy populares las monedas de 5 duros (25 pesetas) y las de 20 duros (100 pesetas).

- El kilo: popularmente se designaba como kilo al millón de pesetas puesto que los mil billetes de 1000 pesetas, necesarios para el millón (cuando el billete más grande en circulación era de este valor), pesaban alrededor de un kilogramo.[30] Este vocablo era muy utilizado en los últimos años de circulación de la peseta, debido al escaso valor de la unidad de moneda y la gran cantidad de pesetas necesarias para hacer cálculos con precios de artículos de coste alto, como viviendas o automóviles. El término no ha caído en desuso por la desaparición de la peseta. Hoy en día, pese a que hace años que entró en circulación el euro, ciertos precios se siguen expresando en kilos (millones de pesetas; 1 millón de pesetas = 6010,12 €).[31] Ocasionalmente, el vocablo kilo se utiliza para referirse al millón de euros, siendo ampliamente utilizado por la prensa deportiva.[32]

- La libra: se denominaba así popularmente al billete o la cantidad de 100 pesetas.

- El talego: es la forma en la que se conocía, aunque solo de forma popular y no reconocida oficialmente por organismo alguno, al billete de 1000 pesetas.

### Paridad del euro

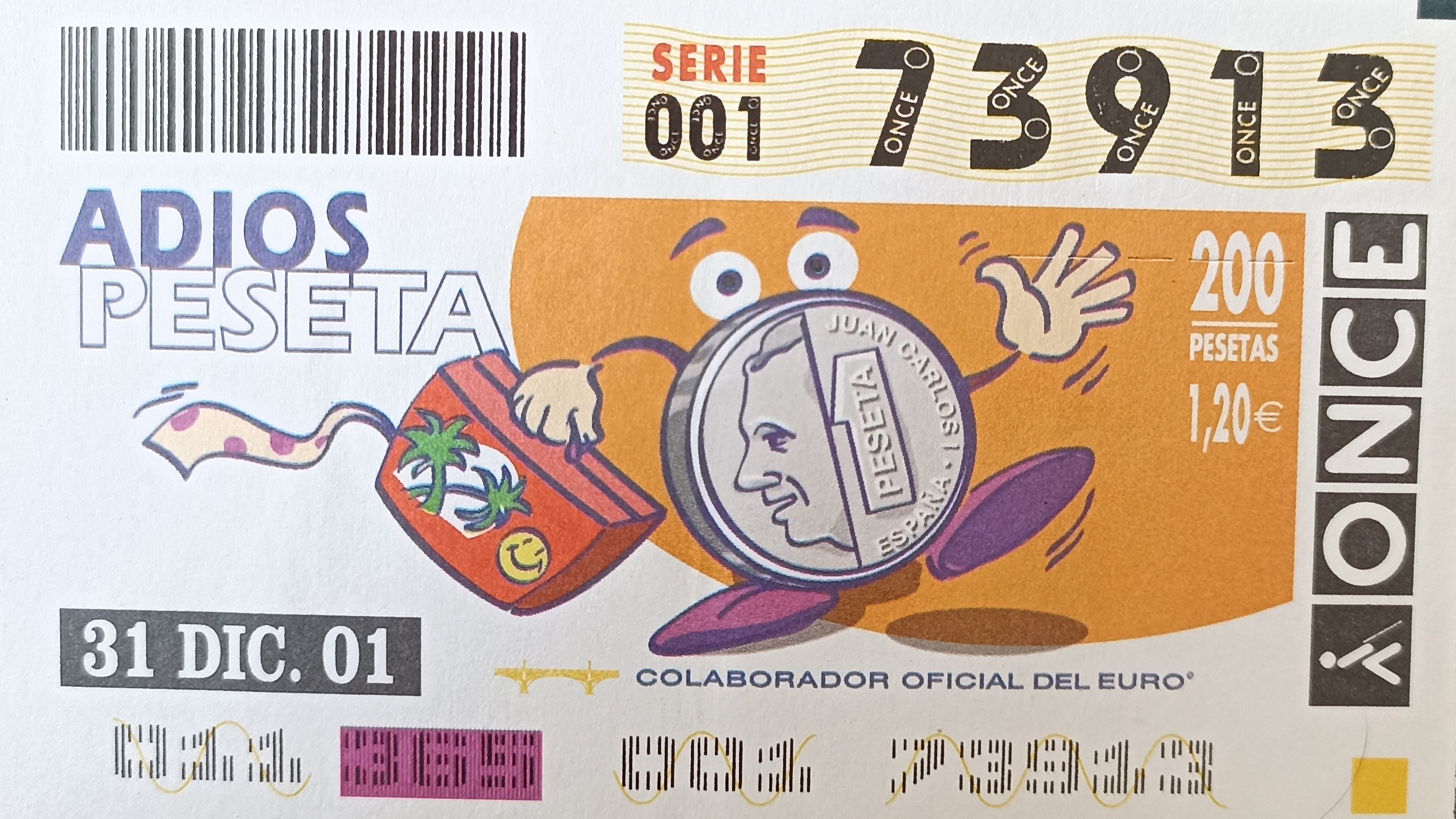
Cupón de la ONCE dedicado al adiós a la peseta

El 31 de diciembre de 1998, la peseta dejó de cotizar y fue sustituida por el euro. Pero en los bolsillos este cambio no llegó a notarse hasta el 1 de enero de 2002, cuando el euro comenzó a circular al cambio de 166,386 pesetas por euro. En la conversión, hay un redondeo de dos decimales. La moneda continuó siendo de curso legal en convivencia con el euro hasta el 28 de febrero de 2002, mientras hasta el 30 de junio se pudo seguir cambiando en todos los bancos y caja de ahorros del país. Desde esa fecha, el cambio solo era posible en el Banco de España, hasta el 30 de junio del 2021 cuando finalizó el periodo en el que el canje de peseta a euro era posible en esta entidad.
Se suele emplear mentalmente la tasa de conversión aproximada de 166,67 pesetas por euro que son 6 euros por cada 1000 pesetas. Esta aproximación tiene un error del 0,17 %.

## Homenajes
En el paseo marítimo de Fuengirola, por el artista local y escultor José Gómez Guerrero, se instaló un monumento a la peseta, que integra una réplica de la moneda de 1 peseta de 1982 la de aluminio. Años después se fueron sumando, en diferentes ciudades de España otros monumentos que homenajeaban la moneda. 
En Roquetas de Mar se instaló en el año 2002 otro monumento, donde también se representa la peseta de 1982 pero solo el reverso, realizada en acero inoxidable.  
En Estepona a finales de los años 90 se creó un monumento a la peseta, obra del artista Joaquín Fabián Aguilera, se trata de una escultura de un niño rodando la moneda, que tiene el diseño de 1 peseta de 1944, mientras que el reverso es de su sucesora a partir de 1946. 
En Tres Cantos Madrid se encuentra un momento dedicado a la peseta realizado por Juan Pineda, en el año 2003, este monumento se sitúa dentro de una rotonda que integra una fuente a su alrededor, en lo alto del monumento se encuentra una réplica de la peseta con el anverso de la primera acuñación en 1869 y el reverso de la última moneda de 1 peseta de 1989 a 2001.
En Épila, Zaragoza, se encuentra el parque de la peseta, en el que destaca un monumento a la peseta, el cual está representado por varias monedas.